# 에로스

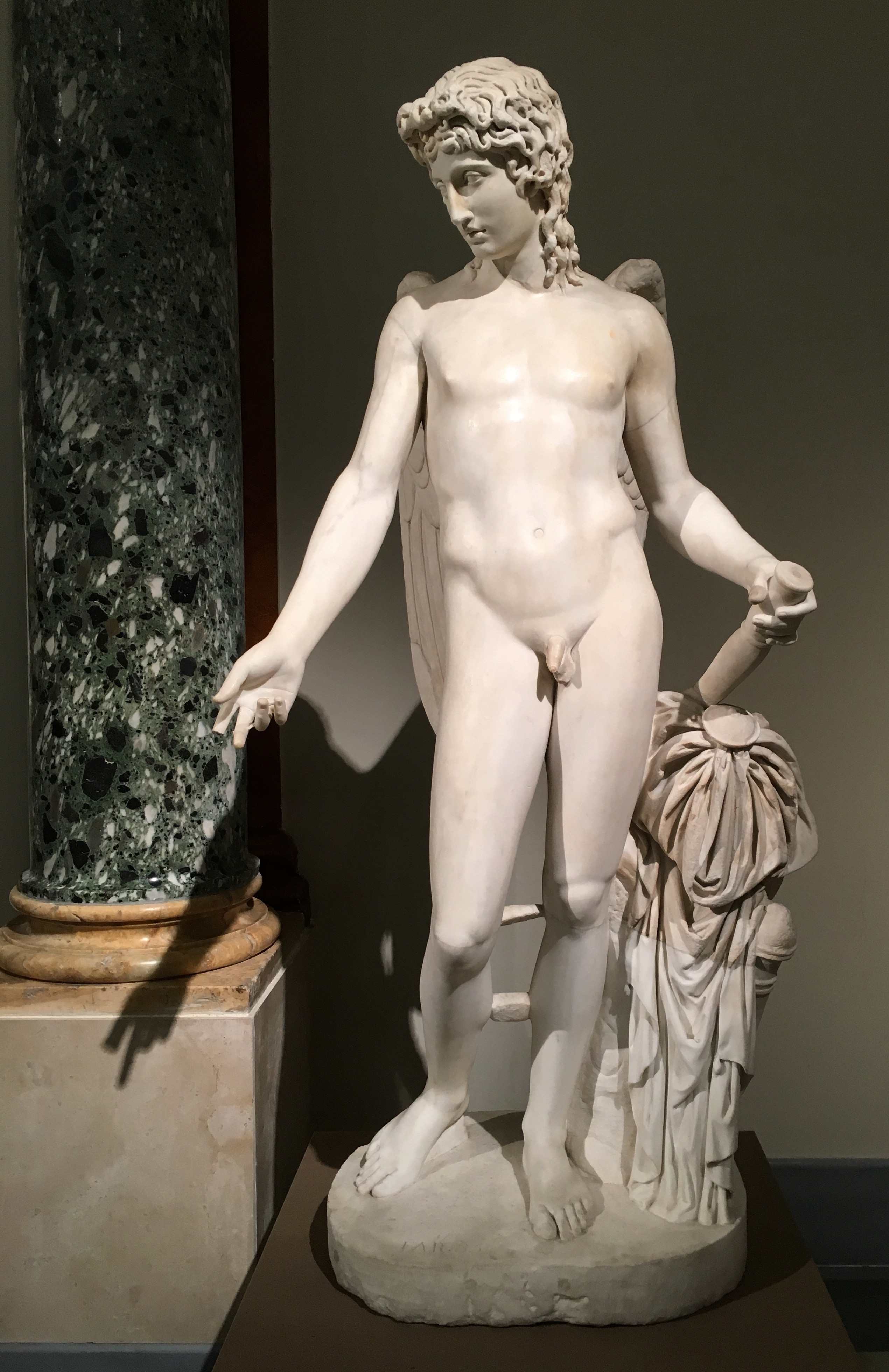
에로스의 동상

에로스(고대 그리스어: Ἔρως)는 그리스 신화에 등장하는 연정과 성애의 남신이다. 로마 신화에서 아모르 또는 큐피드와 같다. 아레스와 아프로디테 사이 태어난 아들이며, 고대 그리스어로 주로 이성에 대한 강렬한 성적 욕구를 의미하는 보통명사가 신격화된 것이다. 그는 두 종류의 화살, 금화살과 납화살을 갖고 있다. 금화살을 맞으면 맞은 직후로 처음 본 이를 사랑하게 된다. 이는 인간들과 신들에게도 예외가 아니며 심지어 화살의 주인인 에로스 본인 또한 화살을 맞으면 사랑하게 되는 것을 회피하는 것이 불가능하다. 납화살은 그 반대로 맞은 직후로 처음 본 이를 싫어하게 되는 화살이다. 이 또한 거스르는 것은 불가능하다. 에로스 숭배의 중심지는 보이오티아의 테스피아이에 있었다.
아레스는 아프로디테와의 사이에서 공포를의 남신 포보스와 두려움을 뜻하는 데이모스, 에로스, 하르모니아를 낳았다.

## 신화
에로스는 본디 자라지 않은 어린이 신이였으나 어머니인 아프로디테의 명령을 받아 아프로디테의 미모를 능가하여 사람들이 아프로디테의 신전을 찾지 않게 한 아름다운 공주 프시케를 추남에게 반하게 하려다 되려 자신이 사랑의 화살에 닿아서 프시케를 사랑하게 됨과 동시에 청년 남신으로 성장하게 된다. 이후 프시케가 자신의 모습을 보지 못하게 하고 비밀연애를 하다가 프시케가 자신의 모습을 보는 배신으로 인해 많은 역경에 부딪히지만 훗날 프시케와의 사랑을 아프로디테에게 인정받게 된다.

## 같이 보기
- 에로스 (개념)
- 카마데바
- 그리스 신들의 가계도
- 아리스토파네스
- 티모시 간츠
- 헤시오도스
- 논노스